# Liste der Biografien/Jani
Liste der Biografien |
Portal Biografien |
Personensuche
# |
A |
B |
C |
D |
E |
F |
G |
H |
I |
J |
K |
L |
M |
N |
O |
P |
Q |
R |
S |
T |
U |
V |
W |
X |
Y |
Z |
?
 
Ja |
Jb |
Jd |
Je |
Jh |
Ji |
Jj |
Jl |
Jn |
Jm |
Jo |
Jp |
Jr |
Js |
Jt |
Ju |
Jv |
Jw |
Jy
 
Jaa |
Jab |
Jac |
Jad |
Jae |
Jaf |
Jag |
Jah |
Jai |
Jaj |
Jak |
Jal |
Jam |
Jan |
Jao |
Jap |
Jaq |
Jar |
Jas |
Jat |
Jau |
Jav |
Jaw |
Jax |
Jay |
Jaz
 
Jana |
Janb |
Janc |
Jand |
Jane |
Jang |
Janh |
Jani |
Janj |
Jank |
Janm |
Jann |
Jano |
Janr |
Jans |
Jant |
Janu |
Janv |
Jany |
Janz
Die Liste der Biografien führt alle Personen auf, die in der deutschsprachigen Wikipedia einen Artikel haben. Dieses ist eine Teilliste mit 151 Einträgen von Personen, deren Namen mit den Buchstaben „Jani“ beginnt.

## Jani
- Jani, Anton (1808–1863), deutscher Richter und Politiker, MdL
- Jani, Christian David (1743–1790), deutscher Lehrer
- Jani, Heinrich (1870–1947), deutscher Verwaltungsbeamter
- Jani, Lutz (1935–2019), deutscher Orthopäde und Hochschullehrer
- Jani, Neel (* 1983), Schweizer RennfahrerNeel Jani (* 1983)

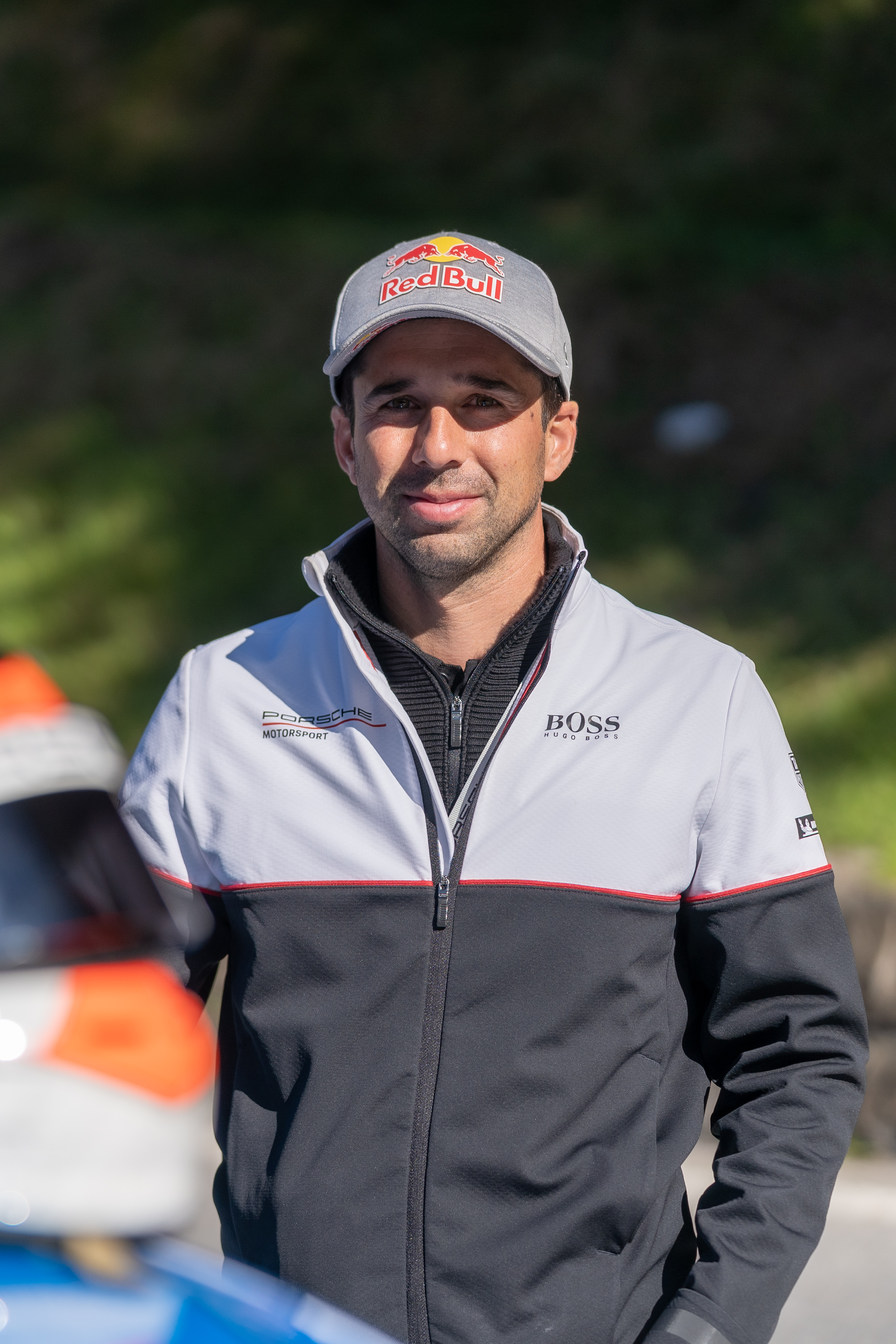
Neel Jani (* 1983)

- Jani, Prahlad (1929–2020), indischer Fakir und Sadhu
- Jani, Réka Luca (* 1991), ungarische Tennisspielerin
- Jani, Sancho (* 1974), österreichischer Fußballspieler und -trainer

### Jania
- Janiaczyk, Błażej (* 1983), polnischer Radrennfahrer
- Janiak, Christoph (* 1961), deutscher Chemiker
- Janiak, Claude (* 1948), Schweizer Politiker (SP)
- Janiak, Edward (1952–2021), polnischer Geistlicher, römisch-katholischer Bischof von Kalisz
- Janiak, Jacek (* 1970), deutsch-polnischer Fußballspieler
- Janiak, Maciej (* 1973), polnischer Fußballspieler

### Janic
- Janić, Bojan (* 1982), serbischer Volleyballspieler
- Janić, Mićo (* 1979), kroatischer Kanute
- Janić, Milan (1957–2003), jugoslawischer Kanute
- Janić, Saša (* 1975), deutsch-kroatischer Fußballspieler und -trainer
- Janić, Stjepan (* 1980), kroatischer Kanute
- Janičenoks, Kristaps (* 1983), lettischer Basketballspieler
- Janich, Francesco (1937–2019), italienischer Fußballspieler
- Janich, Franz (* 1895), deutscher Jurist und Staatsbeamter
- Jänich, Klaus (* 1940), deutscher MathematikerKlaus Jänich (* 1940)

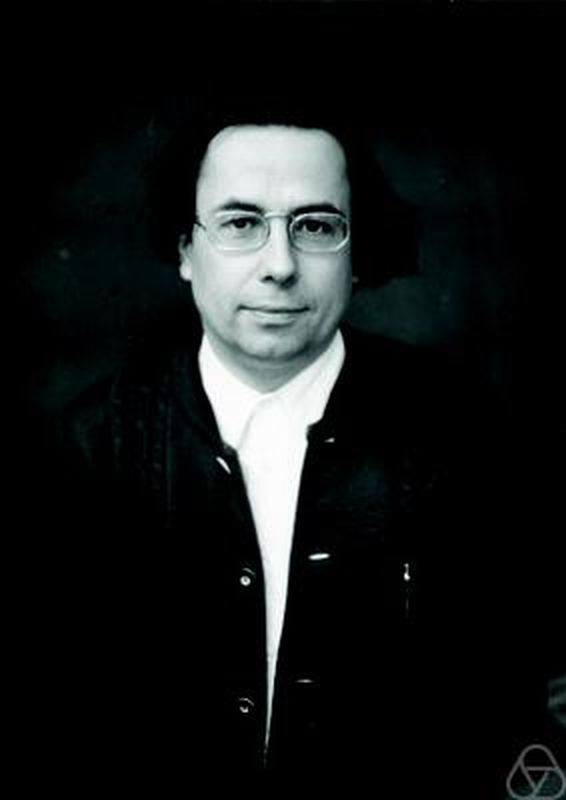
Klaus Jänich (* 1940)

- Janich, Nina (* 1968), deutsche Germanistin und Hochschullehrerin
- Janich, Oliver (* 1969), deutscher Autor und Politiker (Partei der Vernunft)
- Janich, Peter (1942–2016), deutscher Philosoph und Wissenschaftstheoretiker
- Janich, Steffen (* 1971), deutscher Politiker (AfD), MdB
- Jänich, Volker (* 1964), deutscher Rechtswissenschaftler und Hochschullehrer
- Jäniche, Günter (1931–2020), deutscher Übersetzer
- Jänichen, Hans (1909–1976), deutscher Historiker
- Jänichen, Horst (1931–2020), deutscher Politiker (SPD), MdA, Opfer der DDR-Diktatur
- Jänichen, Johann (1659–1731), deutscher Lehrer und Dichter
- Jänichen, Johann Gotthilf (* 1701), deutscher Komponist und Geheimsekretär am Hof Christian Ludwig von Brandenburg-Schwedt
- Jänichen, Ottomar (1900–1967), deutscher Außenhandelskaufmann und Schriftsteller
- Janićijević, Dušan (1932–2011), jugoslawischer bzw. serbischer Schauspieler
- Janicijevic, Séléna (* 2002), französische Tennisspielerin
- Janickas, Rolandas (* 1966), litauischer Politiker, Bürgermeister der Rajongemeinde Ukmergė
- Jänicke, Britta (* 1958), deutsche Handballspielerin, -trainerin und Leichtathletin
- Jänicke, Gerlinde (* 1973), deutsche Moderatorin und SchauspielerinGerlinde Jänicke (* 1973)

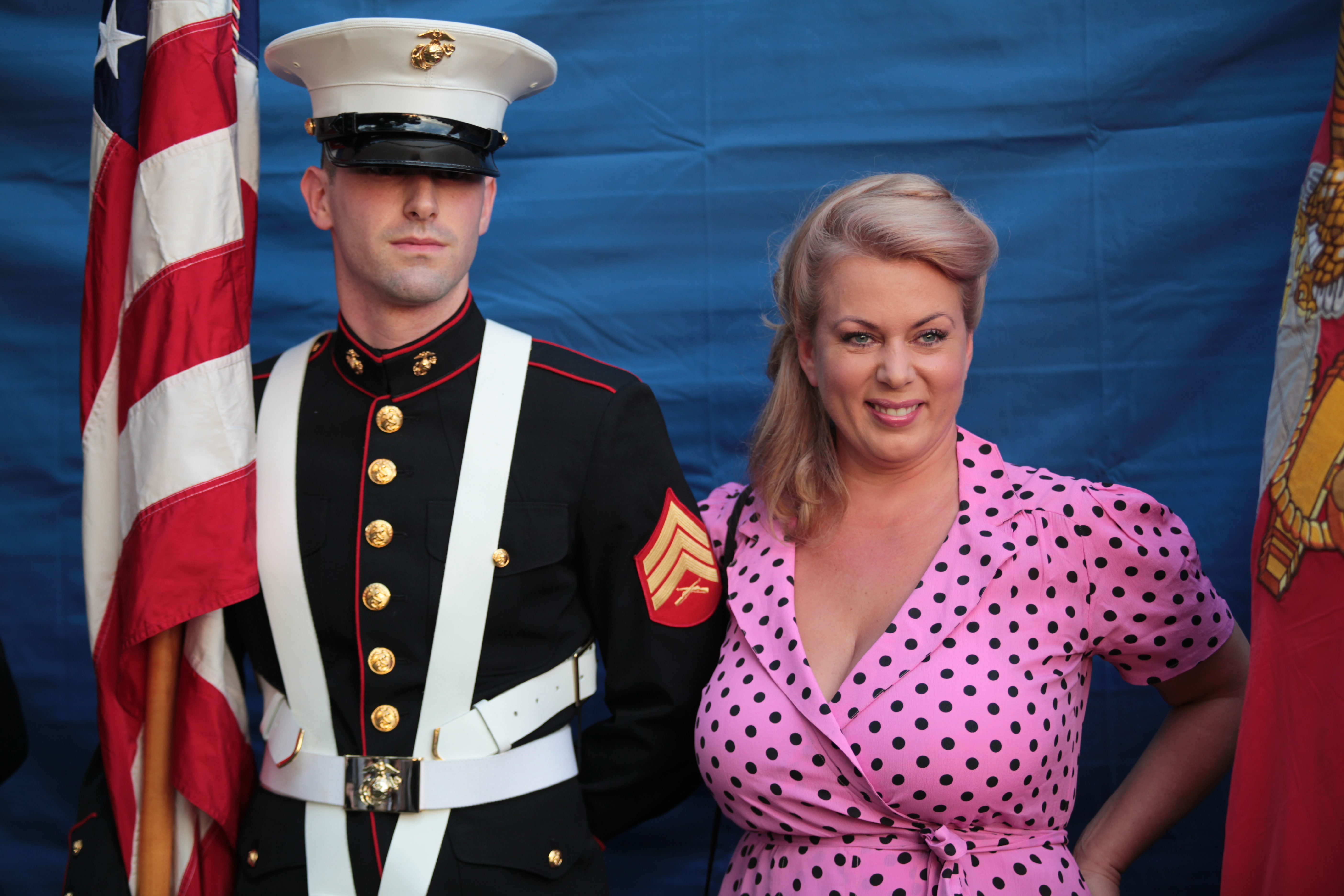
Gerlinde Jänicke (* 1973)

- Jänicke, Gisbert (* 1937), deutscher Übersetzer
- Jänicke, Horst (1923–2006), deutscher Geheimdienstler der DDR-Auslandsaufklärung
- Jänicke, Jochen (* 1923), deutscher Maler
- Jänicke, Johannes (1900–1979), deutscher evangelischer Pfarrer und Bischof in Sachsen
- Jänicke, Karin, deutsche Handballspielerin
- Janicke, Karl (1829–1895), Historiker und Staatsarchivar
- Janicke, Marina (* 1954), deutsche Wasserspringerin
- Jänicke, Martin (* 1937), deutscher Politikwissenschaftler mit dem Schwerpunkt Umweltpolitik
- Jänicke, Oskar (1839–1874), deutscher Philologe
- Jänicke, Otto (* 1932), deutscher Romanist und Sprachwissenschaftler
- Jänicke, Tobias (* 1989), deutscher Fußballspieler
- Jänicke, Walter (* 1952), deutscher Fußballtorwart
- Jänicke, Yvi (* 1959), deutsche Opern-, Konzert- und Liedsängerin (Mezzosopran) sowie Hochschullehrerin
- Janicki, Klemens (1516–1543), lateinischer Dichter
- Janicki, Michał (* 1982), polnischer Fußballspieler
- Janicki, Oskar (1883–1945), österreichischer Politiker (SDAP), Abgeordneter zum Nationalrat
- Janicki, Piotr (* 1974), polnischer Dichter
- Janicki, Rafał (* 1992), polnischer Fußballspieler
- Janics, Natasa (* 1982), ungarische Kanutin
- Janiczak, Dávid (* 1987), ungarischer Politiker polnischer Herkunft

### Janie
- Janiec, Anthony (1984–2022), französischer Truck- und Automobilrennfahrer
- Janies, Daniel (* 1966), US-amerikanischer Evolutionsbiologe und Bioinformatiker
- Janiesch, Christian (* 1977), deutscher Wirtschaftsinformatiker
- Janiewicz, Feliks (1762–1848), polnisch-britischer Komponist und Violinist

### Janif
- Janifer, Laurence M. (1933–2002), amerikanischer Science-Fiction-Autor

### Janig
- Jänig, Carl (1835–1914), altösterreichischer katholischer Prälat
- Janigk, Alfred (1889–1968), deutscher Maler
- Janigro, Angiola (* 1947), italienische Theater- und Filmregisseurin und Drehbuchautorin
- Janigro, Antonio (1918–1989), italienischer Cellist, Dirigent und Lehrer

### Janik
- Janik, Allan (* 1941), österreichischer Philosoph
- Janik, Czesław (1953–2017), polnischer Skispringer
- Janik, Dieter (* 1939), deutscher Romanist
- Janik, Doug (* 1980), US-amerikanischer Eishockeyspieler
- Janik, Emil (1906–1981), deutscher Prälat
- Janik, Florian (* 1980), deutscher Politiker (SPD)Florian Janik (* 1980)

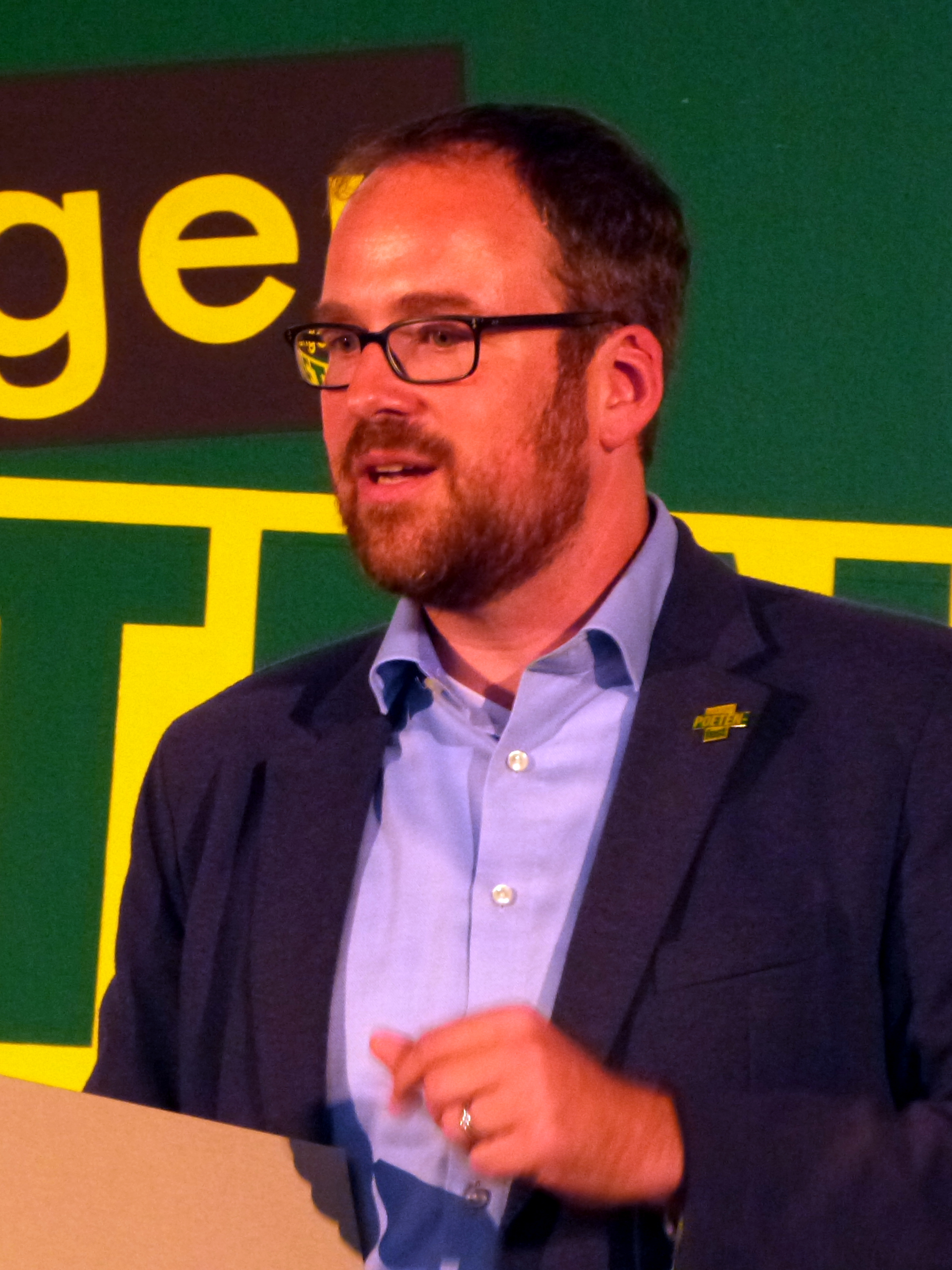
Florian Janik (* 1980)

- Janik, Grzegorz (* 1965), polnischer Politiker, Mitglied des Sejm
- Janik, Heiner (1946–2015), deutscher Politiker (CSU), Landrat
- Janik, Jens, deutscher Diplomat
- Janik, Krzysztof (* 1950), polnischer Politiker, Mitglied des Sejm und Politologe
- Janik, Marianne (* 1965), französische Rechtswissenschaftlerin, Country Manager Microsoft Schweiz
- Janik, Patrick (* 1976), deutscher Politiker (UWG), Bürgermeister von Starnberg
- Janik, Werner (1920–2003), deutsch-polnischer Fußballtorhüter
- Janík, Zdeněk (1923–2022), tschechischer Dichter
- Janikovszky, Éva (1926–2003), ungarische Schriftstellerin
- Janikowski, Damian (* 1989), polnischer Ringer
- Janikowski, Henryk (* 1954), polnischer Fußballspieler
- Janikowski, Janusz (* 1968), polnischer Eishockeyspieler
- Janikowski, Sebastian (* 1978), polnischer American-Football-Spieler auf der Position des Kickers
- Janikulla, Robert (* 1986), deutscher Biathlet

### Janil
- Janil, Jonathan (* 1987), französischer Eishockeyspieler

### Janin
- Janin, Alexis (1846–1897), US-amerikanischer Bergbauingenieur und Metallurg
- Janin, Jules (1804–1874), französischer Schriftsteller und Kritiker
- Janin, Maurice (1862–1946), französischer General im Ersten Weltkrieg und Leiter der französischen Militärmission im Russischen BürgerkriegMaurice Janin (1862–1946)

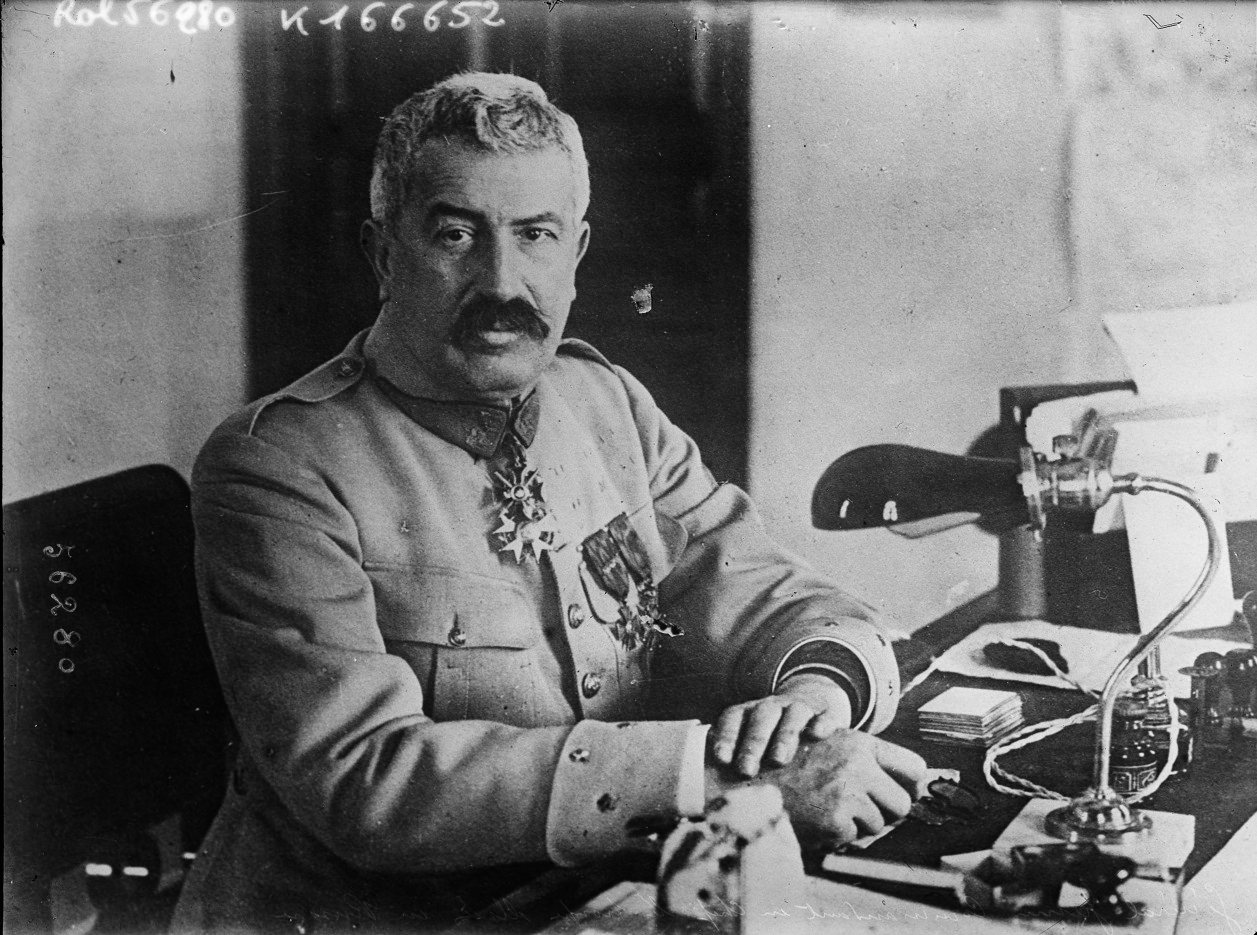
Maurice Janin (1862–1946)

- Janin, Sergei (* 1953), sowjetischer Skispringer
- Janin, Walentin Lawrentjewitsch (1929–2020), russischer Historiker, Numismatiker, Archäologe und Hochschullehrer
- Janin, Zuzanna (* 1961), polnische bildende Künstlerin und Schauspielerin
- Janinet, Clément (* 1983), französischer Jazzmusiker (Geige, Komposition)

### Janio
- Janion, Maria (1926–2020), polnische Literaturwissenschaftlerin und Hochschullehrerin

### Janiq
- Janiquet, Ángel (* 1962), spanischer Skispringer

### Janis
- Janis, Bettina (* 1958), deutsche Autorin
- Janis, Byron (1928–2024), US-amerikanischer Pianist, Komponist und Musikwissenschaftler
- Janis, Conrad (1928–2022), US-amerikanischer Jazz-Posaunist und Schauspieler
- Janis, Dorothy (1910–2010), US-amerikanische Stummfilmschauspielerin
- Janis, Elsie (1889–1956), US-amerikanische Schauspielerin, Sängerin, Komponistin
- Janiš, Erik (* 1987), tschechischer Automobilrennfahrer
- Janis, Irving (1918–1990), US-amerikanischer Sozialpsychologe
- Janiš, Jaroslav (* 1983), tschechischer Automobilrennfahrer
- Janis, Jeff (* 1991), US-amerikanischer American-Football-Spieler
- Janis, Sidney (1896–1989), US-amerikanischer Kunsthändler
- Janisch, Antonie (1848–1920), Schauspielerin am Wiener Burgtheater
- Janisch, August (* 1942), österreichischer Ordensgeistlicher
- Jänisch, Carl Ferdinand (1813–1872), russischer Schachspieler
- Jänisch, Erich (1885–1945), deutscher Lehrer und Schulleiter
- Jänisch, Gottfried Jacob (1707–1781), deutscher Arzt und Freimaurer
- Jänisch, Gottfried Jacob (1751–1830), deutscher Mediziner und Arzt
- Janisch, Heinz (* 1960), österreichischer Kinderbuchautor
- Jänisch, Joachim (1929–2001), deutscher Fußballspieler
- Janisch, Joachim Christoph, Stadthauptmann und Ratsherr der Stadt Dömitz
- Jänisch, Johannes (1636–1707), deutscher Mediziner, Stadtphysikus in Breslau
- Janisch, Josef (1909–1964), österreichischer Bauingenieur
- Janisch, Karl (1870–1946), deutscher Maschinenbauingenieur
- Jänisch, Mathias (* 1990), luxemburgisch-deutscher Fußballspieler
- Janisch, Maximilian (* 2003), Schweizer hochbegabter JugendlicherMaximilian Janisch (* 2003)

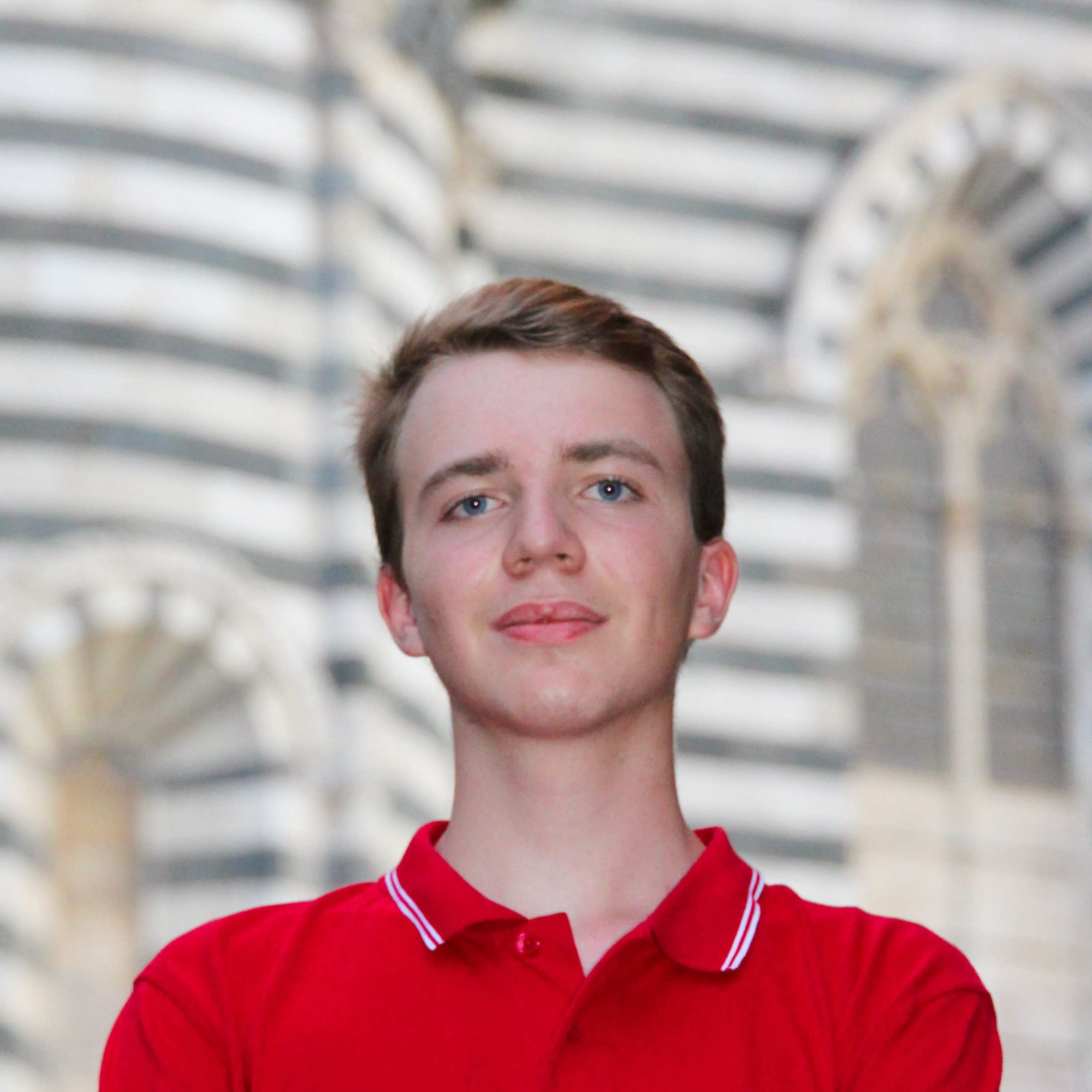
Maximilian Janisch (* 2003)

- Janisch, Michael (1927–2004), österreichischer Schauspieler
- Janisch, Michael (* 1979), US-amerikanischer Jazzmusiker (Bass, Komposition) und Musikproduzent
- Janisch, Mischa, österreichischer Musikproduzent
- Janisch, Peter (1924–2015), österreichischer Schauspieler, Regisseur und Intendant
- Jänisch, Peter (* 1986), deutscher Komponist und Musikwissenschaftler
- Jänisch, Rudolf (1906–1999), deutscher SS-Sturmbannführer, Judenreferat RSHA, Mitarbeiter von Adolf Eichmann
- Jänisch, Rudolph (1750–1826), deutscher evangelisch-lutherischer Geistlicher
- Janisch, Silvia, deutsche Schauspielerin
- Janisch, Tim (* 2005), deutscher Fußballspieler
- Jänisch, Wilhelm, fränkischer Kaufmann und Politiker
- Janischewski, Nicole (* 1975), deutsche Fußballspielerin
- Janischowsky, Leo (* 1939), deutscher Glasmaler und Bildhauer
- Janiska, Jennifer (* 1994), deutsche Volleyballspielerin
- Janiss, Vivi (1911–1988), US-amerikanische Schauspielerin und Sängerin
- Janistyn, Florian (* 1988), österreichischer Schwimmer
- Janiszewski, Jan Chryzostom (1818–1891), polnischer Politiker und Weihbischof in Gnesen-Posen
- Janiszewski, Sylwester (* 1988), polnischer Straßenradrennfahrer
- Janiszewski, Zygmunt (1888–1920), polnischer Mathematiker

### Janit
- Janita (* 1978), finnische Soul- und R&B-Sängerin
- Janits, Florian (* 1998), österreichischer Automobilsportler
- Janitsch, Johann Gottlieb (* 1708), deutscher Komponist
- Janitschek, Hans (1934–2008), österreichischer Journalist und Diplomat
- Janitschek, Hubert (1846–1893), österreichischer Kunsthistoriker
- Janitschek, Maria (1859–1927), deutsche Schriftstellerin
- Janitschek, Raimund (1893–1953), österreichischer Schauspieler, Bühnenregisseur und -dramaturg
- Janitza, Jean (1940–2002), französischer Germanist, Linguist und Didaktiker
- Janitzki, Christin (* 1994), deutsche Fußballspielerin
- Janitzky, Alexander von (* 1948), deutscher Schauspieler und Regisseur
- Janitzky, Erich (1900–1933), deutscher Kommunist und Mordopfer Köpenicker Blutwoche